# Cork Bohemians
Die Cork Bohemians Football Club war ein irischer Fußballverein aus Cork.

## Geschichte
Der Verein wurde in den frühen 1900er Jahren gegründet und spielte ab Mitte der 1920er Jahre erfolgreich in der Munster Senior League. 1931 gewann der Verein die Meisterschaft. Im Jahre 1932 wurde der Verein zusammen mit dem Waterford FC in die erstklassige League of Ireland aufgenommen. Die Mannschaft wurde in der Saison 1932/33 Siebter und ein Jahr später Tabellenletzter. Am Saisonende zog sich der Verein aus finanziellen Gründen aus der Liga zurück und schloss sich wieder der Munster Senior League an. Dort wurden die Bohemians 1938 und 1941 jeweils Meister. Das weitere Schicksal des Vereins ist unbekannt.
Der Verein nahm mahrfach an irischen Pokalwettbewerb teil und erreichte viermal das Viertelfinale. 1929 scheiterte die Mannschaft mit 1:3 beim Drumcondra FC. 1931 verlor das Team mit 1:3 beim Dundalk FC. 1933 und 1939 kam das Aus nach einer 1:7- bzw. 1:3-Niederlage bei Bohemians Dublin.

## Erfolge
- Meister der Munster Senior League: 1931, 1938, 1941[3]
- Sieger des Munster Senior Cup: 1927, 1928, 1931, 1932, 1933, 1943